# 跨境工業區邊檢大樓
跨境工業區邊檢大樓（葡萄牙語：Posto Fronteiriço do Parque Industrial Transfronteiriço），位於澳門青洲工業園前地，是澳門特別行政區與中國廣東省珠海市所連接之陸路口岸之一，連接珠海市珠澳跨境工业区专用口岸，運作時間為上午7時至凌晨12時。

## 沿革
珠澳跨境工業區於2003年12月5日由國務院批准設立，2006年12月8日正式運作，而跨境工業區邊檢大樓則於2006年10月18日運作。
珠澳跨境工業區分為珠澳兩個園區，兩園區由一條水道作為分隔，分別由珠海市政府及澳門特區政府管理，同時考慮跟珠海間的經貿交往愈趨頻繁，原有的通關通道已開始不敷應用。為此，雙方特在珠澳跨境工業區設立通關口岸，並實施24小時運作。 
本口岸雖然實行24小時通關，但有別於另外三個口岸，從該口岸出入境的人員須同時持有有效出入境證件和珠澳跨境工業區通行證方可辦理出入境手續。

## 夜間通關措施
由2014年12月18日起，於00:00-07:00期間，澳門居民、內地輸澳勞務人員或在澳門就讀的內地留學生方可通關。
2016年9月3日起擴大開放予在澳門就讀的所有留學生使用。
2021年9月8日，青茂口岸於15:00啟用並實施24小時通關，現時暫不停止此特別的夜間通關措施。
2022年5月18日，珠澳聯防聯控澳方工作組宣布，根據疫情防控需要，經珠澳聯防聯控機制協商一致，並報請上級批准，自2022年5月21日凌晨0時起，珠澳跨境工業區專用口岸通關時間由現行24小時通關，臨時調整為每日早上7時至晚上24時通關，即每日凌晨0時至7時暫停通關，並僅向園區工作人員開放，非園區工作人員不能經跨工區口岸通關。

## 特別措施
由2020年8月16日早上6時起，因橫琴新口岸建設需要，澳門海關分流部分出入境貨運車輛經該口岸進入內地。

## 交通安排

### 巴士
M205 跨境工業區（Parque Industrial Transfronteiriço）
路線：23、27、28B、29
M267 工業園街（R. do Parque Industrial）
路線：8、8A、23、27